# 薄叶轴脉蕨
薄叶轴脉蕨（学名：Ctenitopsis dissecta）为叉蕨科轴脉蕨属下的一个种。